# Pontyfikał Erazma Ciołka

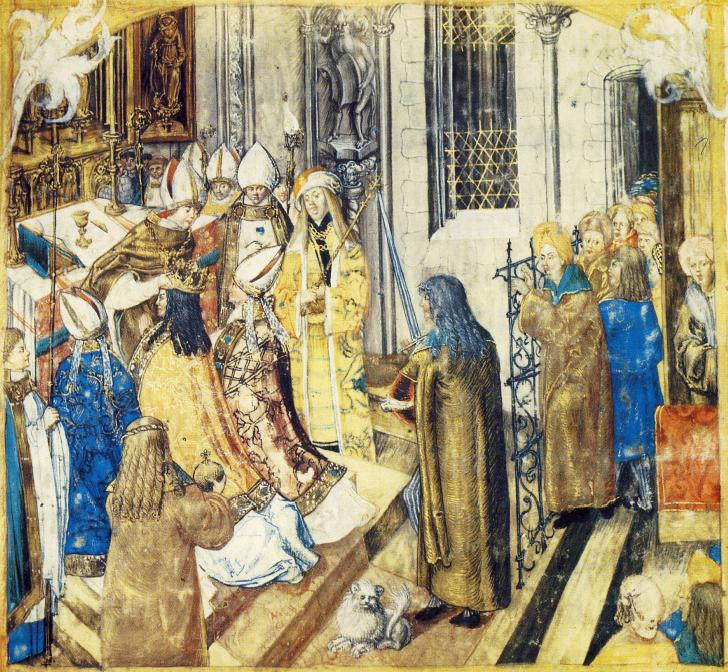
Koronacja króla

Pontyfikał Erazma Ciołka (łac. Benedictionale Pontificale Cracoviensae Erasmi Vitelli) – manuskrypt z lat około 1506–1518, bogato iluminowany (62 miniatury oraz liczne dekoracje marginesów i inicjałów) przez zespół krakowskich malarzy-miniaturzystów, m.in. Mistrza Kodeksu Behema, Mistrza Mszału Jasnogórskiego oraz Mistrza Ukrzyżowania. W liczącym 265 pergaminowych kart znajdują się opisy obrzędów liturgicznych, w tym intronizacja, koronacja króla i królowej, a ponadto modlitwy odprawiane przez biskupa. Skryptorem dzieła był prawdopodobnie Wacław Żydek, zaś zleceniodawcą Erazm Ciołek herbu Sulima - sekretarz króla Aleksandra Jagiellończyka. Cenny przykład polskiego malarstwa książkowego łączącego tradycję późnego gotyku z renesansem oraz jedne z najcenniejszych cymeliów w zbiorach Biblioteki Czartoryskich w Krakowie.

## Dzieje
Biskup płocki Erazm Ciołek (lata pontyfikatu 1503-1518) częstokroć przebywał w Krakowie, gdzie oprócz studiów filozofii na Akademii był rezydentem. Przy ul. Kanoniczej mieszkał w wybudowanym na jego zlecenie pałacu. Był nie tylko hierarchą i wykształconym filozofem lecz także dyplomatą, humanistą, koneserem sztuki i bibliofilem. Po jego wyjeździe z kraju i jego śmierci w Rzymie, rękopis przekazano katedrze w Płocku. Za pontyfikatu biskupa płockiego Andrzeja Załuskiego Pontyfikał przekazano do Bibliotece Załuskich w Warszawie, której współzałożycielem był wspomniany hierarcha. Poświadcza o tym wpis katalogowy z 1752 roku. Następnie wszedł do kolekcji Tadeusza Czackiego, który uratował część woluminów Biblioteki przed Rosjanami, którzy chcieli księgozbiór wywieźć do Petersburga. W 1818 zakupiony został przez Adama Jerzego Czartoryskiego i przekazany do ich rezydencji w Puławach. Do Krakowa trafił dzięki jego synowi Władysławowi, który w 1874 roku ulokował wraz z całym księgozbiorem w oddanym na ten cel przez władze Krakowa byłym Arsenale Miejskim. Obecnie w zbiorach krakowskiej Biblioteki Czartoryskich będącej oddziałem krakowskiego Muzeum Narodowego.

## Wygląd

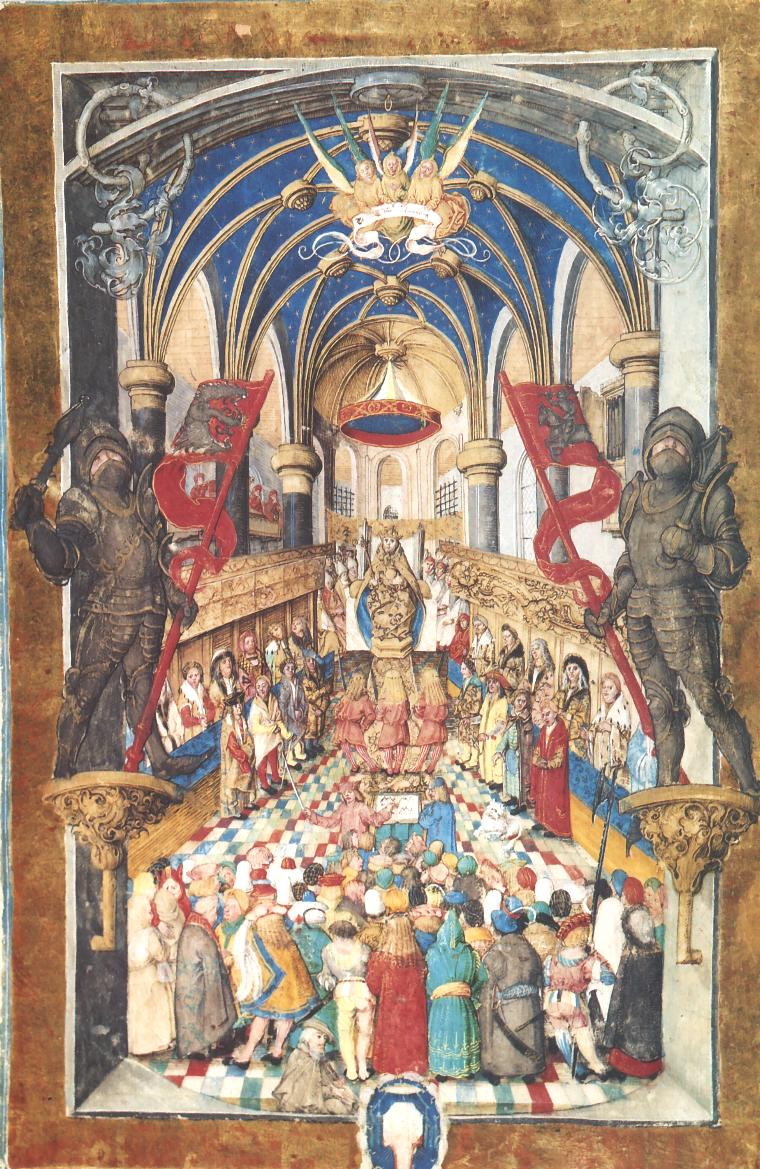
Intronizacja króla

Od strony treściowej Pontufikał rozpoczyna 138 błogosławieństw mszalnych wedle porządku kalendarza liturgicznego. Następnie obrzędy koronacji króla i królowej, oraz formularze hołdu lennego. Kolejną część stanowią obrzędy arcybiskupie, biskupie, święcenia kapłańskie, akt konsekracji kościoła, obrzędy Wielkiego Tygodnia i benedykcje.
Pontyfikał Erazma Ciołka został napisany w języku łacińskim, gotyckim krojem pisma określanym jako bastarda textualis. W poszczególnych stronach oznaczonych foliacją rzymską, tekst ujęty w dwóch kolumnach po 24 wierszy, prócz kanonu mszalnego, gdzie 16 wersów ujęto w jednej kolumnie. Ponadto notacja muzyczna rombowa na pięciolinii. Bogatą szatę iluminacyjną tworzą liczne marginesy, bordiury, inicjały kaligraficzne oraz dwie miniatury całostronicowe, 6 półstronicowych, ponadto 54 miniatur i inicjałów obrazowych, które są dopasowane do szerokości kolumn tekstu. Spośród miniatur wyróżniają się rzadkie pod względem ikonograficznym przedstawienia koronacji króla i królowej oraz intronizacji króla. Trzecia z nich ukazuje zakończenie aktu koronacji gdzie władca, trzymający już królewskie insygnia i błogosławiony przez arcybiskupa zasiada na tronie i odsłuchuje Te Deum laudamus... Otaczają go kościelni i świeccy dostojnicy, chórzyści oraz świadkowie reprezentujący różne stany. Scenerię tworzy przesklepione i bogato dekorowane wnętrze katedralne ujęte w perspektywie zbieżnej, widziane z zamkniętej łukiem odcinkowym arkady bramy, gdzie na ozdobnych konsolach stoją naprzeciwko dwaj rycerze dzierżący flagi Królestwa Polskiego i Wielkiego Księstwa Litewskiego. Ponad uczestnikami uroczystości unoszą się trzy anioły, które nadają uroczystości metafizyczny wymiar.

## Analiza
Pontyfikał Erazma Ciołka jest bogatym repozytorium ikonograficznym, w którym zgromadzono malowane przedstawienia ważnych uroczystości kościelnych i państwowych, ujęto w swoistą paralelę rolę obu instytucji i ich głównych przedstawicieli. Odnaleźć tu można nie tylko charakter i atmosferę poszczególnych uroczystości lecz także ówczesny stan polityczno-ustrojowy oraz panująca wówczas kultura i obyczajowość. Miniatury ukazujące koronację pary królewskiej i intronizację monarchy są interpretowane podwójnie, stanowią alegorię państwa polskiego oraz mimo współistnienia elementów fikcyjnych stanowią rzeczywisty przekaz koronacji i intronizacji Aleksandra Jagiellończyka.
Poszczególne elementy malarskie charakteryzują się wysokim poziomem artystycznym i stylistycznym pluralizmem, który wskazuje na zespołowy udział miniaturzystów, głównie miejscowych, krakowskich przy tworzeniu Pontyfikału. Badacze wskazują na udział m.in. prawdopodobnie pochodzącego z Nadrenii Mistrza Kodeksu Behema oraz Mistrza Mszału Jasnogórskiego oraz Mistrza Ukrzyżowania. Niewątpliwie, pieczę nad całością sprawował sam biskup Erazm Ciołek, który opracował nie tylko zasadniczą koncepcję, lecz także redagował teksty i opracował program ikonograficzny. Miniatury Pontyfikału obrazują ówczesną sytuację w Krakowie pod względem stylistycznym, gdzie trwa długo „jesień średniowiecza” i jednocześnie upowszechnia się włoski renesans, który poświadcza przede wszystkim typografia kodeksu. W okresie powstawania Pontyfikału Erazma Ciołka przypada rozwój malarstwa książkowego w Krakowie, przykładem są m.in. trzeci tom Graduału Jana Olbrachta (wraz z pozostałymi tomami w Bibliotece Kapitulnej na Wawelu), Mszał Jasnogórski (biblioteka w klasztorze na Jasnej Górze w Częstochowie) i Kodeks Baltazara Behema (obecnie w Bibliotece Jagiellońskiej).